# Filippo Manzoni
Filippo Manzoni (Milano, 18 marzo 1826 – Milano, 8 febbraio 1868) è stato un nobile italiano, figlio del celebre poeta e letterato Alessandro Manzoni e della sua prima moglie, Enrichetta Blondel.

## Biografia
Penultimo figlio di Alessandro Manzoni e di Enrichetta Blondel, Filippo perse la madre quando aveva soltanto sette anni. Fu perciò inviato in collegio a Susino (nei pressi di Tremezzo), sul Lago di Como, dove trascorse un'infanzia solitaria, lontano dai parenti. Oltre alla solitudine psicologica, il periodo che trascorse in collegio fu anche deleterio non solo per l'aspetto educativo, ma anche dal punto di vista morale, in quanto «un prefetto perverso gli insegnò ogni sorta di dissolutezze». Ritornato nel 1837 a Milano su richiesta della nuova moglie del padre, Teresa Borri, Filippo fu affidato alle cure di don Giuseppe Ghianda. L'adolescenza, trascorsa nella casa paterna, è anch'essa pregna di solitudine e di mancanza d'affetti. Filippo, tra il 1837 e il 1848, sviluppò un carattere simile a quello del fratello Enrico: «studiava legge di malavoglia e spendeva molto, i suoi rapporti col padre furono cattivi», rileva Natalia Ginzburg.
Una svolta nella vita di Filippo giunse all'indomani delle Cinque giornate di Milano quando, ventiduenne, decise di scendere in piazza con altri suoi coetanei a combattere contro gli austriaci di Radetzky. La sera del 18 marzo si trovava con altri giovani nel Palazzo del Broletto, ove fu catturato dalle truppe austriache. Quando queste furono poi costrette ad abbandonare Milano, Filippo e gli altri prigionieri sostarono inizialmente a Crema (da dove Filippo riuscì ad inviare una lettera al padre), per poi essere trasportati fino in Tirolo, a Kufstein; scarcerato, fu poi trasferito in libertà vigilata a Vienna, dove si indebitò, costringendo il padre Alessandro a pagargli i debiti contratti. Il giovane poté rientrare a Milano il 5 luglio.
I rapporti tra padre e figlio, da quel momento, divennero sempre più tesi finché Filippo, oltre ad ipotecare parte dell'eredità della nonna Giulia Beccaria e della madre Enrichetta, si sposò senza consenso paterno con la ballerina comasca Erminia Catena il 10 giugno 1850. Manzoni si rifiutò da quel momento di rivedere Filippo, la moglie e i nipoti ma, su sollecitudine della moglie Teresa cui Filippo si era rivolto, iniziò a passare al figlio un assegno mensile che tuttavia non servì a pagare i suoi debiti sempre maggiori. Entrato in conflitto anche coi fratelli Pietro ed Enrico, Filippo continuò a vivere a Milano fino alla fine dei suoi giorni, morendo in povertà l'8 febbraio 1868 per una malattia ai reni. Dopo la morte di Filippo, la moglie Erminia si risposò con il marchese don Paolo Rescalli nel 1882.

## Nella letteratura
Filippo Manzoni compare, seppur citato indirettamente, nella nota poesia Sant'Ambrogio (ottobre 1846) del poeta toscano Giuseppe Giusti (1809-1850), amico del padre. La poesia, celebre per la sua marcata ironia ai danni dell'Impero Austriaco che vedeva in ogni suddito un possibile sovvertitore, si apre con Giusti che viene accompagnato a visitare la basilica di Sant'Ambrogio dal «figlio giovinetto / d’un di que’ capi un po’ pericolosi, / di quel tal Sandro, autor d’un Romanzetto / ove si tratta di Promessi Sposi......» (Sant'Ambrogio, vv. 9-12)

## Discendenza
Dal matrimonio con Erminia Catena nacquero i seguenti figli:
- Giulio (1850-1890)
- Massimiliano (1853-1899)
- Cristina (1859-dopo il 1903), maritata con Eugenio Manzoni nel 1883, suo cugino in quanto figlio di Enrico.